# Cynictis penicillata
La mangusta gialla (Cynictis penicillata) è un piccolo mammifero del peso di circa 1/2 kg e di 50 cm di lunghezza. Membro della famiglia delle manguste, vive in aree aperte, dalle boscaglie semidesertiche alle praterie, di Angola, Botswana, Sudafrica, Namibia e Zimbabwe.
Sono state descritte circa dodici sottospecie di mangusta gialla. In generale, la mangusta gialla ha il ventre e la gola di colore più chiaro, una coda folta e manca completamente di dimorfismo sessuale. Le manguste gialle meridionali sono più grandi, hanno mantello più lungo di colore giallo o rossiccio e una coda più lunga, con una caratteristica punta bianca. Le sottospecie settentrionali tendono ad avere dimensioni più piccole, una colorazione grigia, una punta della coda di colore grigio o grigio più scuro e un mantello più corto, più appropriato per climi più caldi.
La mangusta gialla è carnivora e consuma principalmente artropodi, ma si nutre anche di altri piccoli mammiferi, lucertole, serpenti e di ogni sorta di uova.
La mangusta gialla è un animale prevalentemente diurno, sebbene siano state viste in attività anche di notte. Vivendo in colonie di circa 20 individui in un complesso di tane permanenti, la mangusta gialla coabita spesso con scoiattoli di terra o suricati, con cui condivide il mantenimento della tana, aggiungendo, se necessarie, nuove gallerie e tane. Il sistema di gallerie ha più entrate, vicino alle quali la mangusta gialla ha le sue latrine.
La struttura sociale della mangusta gialla è gerarchica ed i gruppi sono composti da una coppia riproduttiva centrale e dalle cucciolate più recenti. Ci sono anche dei subadulti, figli maggiori o parenti della coppia centrale. I territori dei maschi tendono a sovrapporsi, mentre quelli delle femmine possono essere confinanti, ma non si sovrappongono mai. Ogni giorno, il maschio alfa marca i membri del suo gruppo con le secrezioni della sua ghiandola anale, e i confini del suo territorio con le secrezioni anali e facciali, ma anche con l'urina. Il maschio alfa strofina anche il dorso contro alcuni oggetti, dopo averli lanciati per aria come segnale visivo di possesso del territorio. Gli altri membri del gruppo marcano i loro covi con le secrezioni delle guance.
I predatori della mangusta gialla sono uccelli da preda, serpenti e sciacalli. Quando è impaurita, la mangusta gialla ringhia ed emette un secreto dalle sue ghiandole anali. Può anche urlare, abbaiare e fare le fusa, ma queste sono eccezioni, perché la mangusta gialla è solitamente silenziosa e comunica il suo umore e il suo stato tramite movimenti della coda.
La stagione riproduttiva della mangusta gialla è tra luglio e settembre e tra ottobre e dicembre dà alla luce i piccoli in una camera completamente ripulita, senza alcun materiale da utilizzare come lettiera. Solitamente vengono partoriti due cuccioli per gestazione, che sono svezzati a 10 settimane e raggiungono le dimensioni degli adulti a 10 mesi.